# Grant Gershon
Pour les articles homonymes, voir Gershon.
Grant Gershon, né le 10 novembre 1960 à Norwalk (Californie), est un chef d'orchestre et pianiste américain.
Il est directeur artistique du Los Angeles Master Chorale, chef d'orchestre résident de l'Opéra de Los Angeles, membre du conseil d'administration de l'USC Thornton School of Music et membre du conseil d'administration de Chorus America.

## Biographie
Gershon naît à Norwalk, en Californie et grandit à Alhambra, en Californie. Sa mère est professeur de piano, et il commence à suivre des cours de musique à 5 ans. Après avoir été diplômé de l'Alhambra High School, il entre au Chapman College d'Orange, en Californie, avec une double spécialisation en piano et en chant ; il est ensuite transféré à l'Université de Californie du Sud où il se spécialise en piano. Il obtient finalement un baccalauréat en musique avec distinction en 1985.
Gershon est marié à la soprano Elissa Johnston.

### Carrière professionnelle
Gershon joue comme chef invité avec le Los Angeles Philharmonic, le National Symphony Orchestra, le Baltimore Symphony Orchestra, le San Francisco Symphony, le San Francisco Opera, le Houston Grand Opera, le Santa Fe Opera, le Minnesota Opera, le Royal Swedish Opera, le Juilliard Opera Theatre, Saint Paul Chamber Orchestra, Orchestre de chambre de Los Angeles, Mahler Chamber Orchestra et l'orchestre de chambre finlandais Avanti! (en), entre autres. Il dirige des performances dans de nombreux festivals parmi les plus prestigieux au monde, notamment les festivals de Ravinia, d'Édimbourg, de Vienne, d'Aspen, d'Ojai et d'Helsinki, ainsi que le Festival Roma-Europa et le Festival Otonno à Madrid.
Il est chef adjoint et pianiste principal à l'Opéra de Los Angeles de 1988 à 1994, où il participe à plus de quarante productions et acquiert la réputation d'être l'un des coachs vocaux exceptionnels du pays. Il est nommé chef adjoint de l'Orchestre philharmonique de Los Angeles sous la direction d'Esa-Pekka Salonen en 1994, poste qu'il occupe jusqu'en 1997.
Au début de sa carrière, il est chef assistant au Festival de Salzbourg, à l'Opéra d'État de Berlin et au Festival d'Aix-en-Provence, travaillant avec les chefs d'orchestre Esa-Pekka Salonen, Daniel Barenboim et Claudio Abbado. Il est pianiste pour de nombreux artistes sur enregistrement et en récital, dont Kiri Te Kanawa, Peter Schreier, Rod Gilfry et Audra McDonald.
En mai 2000, Gershon est nommé directeur musical de la Los Angeles Master Chorale à compter de l'automne 2001, succédant à Paul Salamunovich qui prenait sa retraite. Il n'est que le quatrième chef d'orchestre à détenir ce titre. Au cours de cette période, il dirige plus de 200 représentations au Walt Disney Concert Hall et dirige le chœur dans plusieurs premières mondiales, notamment :
- Iri da Iri par Esa-Pekka Salonen
- The national anthem de David Lang
- Inscapes par Swan Family Compositeur en résidence Shawn Kirchner
- You Are (Variations) de Steve Reich
- Requiem de Christopher Rouse
- The City of Dis par Louis Andriessen
- Los cantores de las montañas (Les alpinistes chantants) de Gabriela Lena Frank
- Plath Songs par Shawn Kirchner
- A Map of Los Angeles par David O
- SANG par Eve Beglarian
- Messages and Brief Eternity de Bobby McFerrin et Roger Treece, paroles de Don Rosler
- Broken Charms par Donald Crockett
- Rezos (Prières) de Tania León
- Mother's Lament de Sharon Farber
- The Salvage Men de Jeff Beal
- Mangá Pakalagián (Cérémonies) de Nilo Alcala
- Ave Maria/Foire de Scarborough par Paul Chihara
- In the Desert With You de Moira Smiley

Il dirige la première américaine de Two Songs to Poems of Ann Jäderlund d'Esa-Pekka Salonen avec le Master Chorale, ainsi que d'autres premières américaines d'œuvres des compositeurs James MacMillan, Tarik O'Regan, Sofia Gubaidulina et Mark-Anthony Turnage.
Au-delà de son travail avec le Master Chorale, il défend également la nouvelle musique. Il dirige la première mondiale de l'opéra Girls of the Golden West de John Adams et la pièce d'opéra / théâtre I Was Looking at the Ceiling and Then I Saw the Sky du même compositeur, mise en scène par Peter Sellars. Avec la pianiste Gloria Cheng, il crée Hallelujah Junction, une pièce pour piano en duo écrite pour eux par John Adams. En février 2007, il dirige la première mondiale de l'opéra The Grapes of Wrath de Ricky Ian Gordon, avec le Minnesota Opera, ainsi que les représentations suivantes avec l'Utah Opera. En 2010, Gershon dirige la première mondiale de Il postino de Daniel Catán, mettant en vedette Plácido Domingo dans le rôle du poète Pablo Neruda.
Le 21 mai 2007, le Los Angeles Opera et le Los Angeles Master Chorale publient un communiqué de presse conjoint. Dans ce document, ils annoncent que Gershon prolongerait son contrat avec le Master Chorale jusqu'à la saison 2010/2011 et qu'il serait nommé chef d'orchestre associé / maître de chœur de l'Opéra de Los Angeles. Dans le communiqué de presse, Plácido Domingo qualifie Gershon de « musicien exceptionnel dont les larges intérêts musicaux, la maîtrise technique et l'expérience impressionnante seront un atout considérable pour le L.A. Opera ». À ce poste au L.A. Opera, Gershon dirige plus de cinquante représentations, dont La traviata, Madame Butterfly, Carmen, Satyagraha de Philip Glass, L'allegro, il penseroso ed il moderato de Haendel dans la production de Mark Morris et Il postino de Daniel Catán, déjà cité précédemment.
Le 18 mai 2014, le Los Angeles Master Chorale publie un communiqué de presse, dans lequel il est annoncé que Gershon prolongerait son contrat avec le Master Chorale jusqu'à la saison 2019/2020. Avec ce renouvellement, le titre de Gershon deviendra directeur artistique, ce qui reflète son désir de « redéfinir l'expérience chorale ». Avec ce rôle élargi, Gershon crée une expérience de concert "immersive" en incorporant l'éclairage, la mise en scène, la vidéo, le mouvement et la tenue vestimentaire dans la production. Le Master Chorale cherchera à attirer de nouveaux publics en présentant davantage de concerts dans des lieux en dehors de Disney Hall et du Hollywood Bowl.

## Enregistrements
Gershon a réalisé sept enregistrements avec le Los Angeles Master Chorale :  
- Itaipú de Philip Glass et Two Songs to Poems of Ann Jäderlund d'Esa-Pekka Salonen (RCM 12004)
- You Are (Variations) de Steve Reich (Nonesuch)
- Daniel Variations de Steve Reich (Nonesuch)
- A Good Understanding par Nico Muhly (Decca)
- Miserere de Henryk Górecki (Decca)
- The national anthems de David Lang (Cantaloup)
- A Festival of Carols

Gershon a dirigé deux sorties DVD avec le LA Opera avec Plácido Domingo : 
- Il postino de Daniel Catán
- Gianni Schicchi de Giacomo Puccini

Il a également été chef de chœur sur l'enregistrement primé aux Grammy Awards de l'opéra The Ghosts of Versailles (en) de John Corigliano avec le L.A. Opera.

## Récompenses et reconnaissance
- En 2017, le Los Angeles Master Chorale est intronisé au Classical Music Hall of Fame
- En 2015, Gershon reçoit le prix Louis Botto pour le zèle entrepreneurial et l'action innovante de Chorus America
- En 2012, sous la direction de Gershon, le Los Angeles Master Chorale reçoit le Margaret Hillis Award for Choral Excellence de Chorus America.
- Gershon reçoit le prix WQXR Gramophone America en 2006 pour son enregistrement de You Are (Variations) de Steve Reich. De plus, The New York Times[5], The Washington Post[6] et Newsday[7], entre autres, l'ont sélectionné comme l'un des dix meilleurs enregistrements classiques de 2005.
- Il est nommé ancien élève exceptionnel de l'année de l'USC Thornton School of Music en mai 2002.